# Ganglio sottolinguale
Il ganglio sottolinguale è formato dalle sinapsi tra neuroni parasimpatici pre-gangliari, che si originano presso il nucleo salivatorio superiore, e neuroni post-sinaptici, i cui neuroni risiedono nel ganglio stesso. Dal ganglio si dipartono quindi fibre parasimpatiche post-sinaptiche per l'innervazione dell'omonima ghiandola, la ghiandola sottolinguale. É una struttura non costante, e spesso è assente e vicariato dal ganglio sotto-mandibolare. Entrambi i gangli sono annessi al nervo linguale, ramo della branca mandibolare del nervo trigemino, e sono raggiunti da fibre parasimpatiche pre-gangliari che decorrono nel nervo linguale, grazie all'anastomosi tra questo e la corda del timpano: le fibre parasimpatiche derivano quindi dal nervo faciale (VII nervo cranico).